# Izquierda Republicana y Socialista (Francia)
La Izquierda Republicana y Socialista (en francés, Gauche républicaine et socialiste, GRS) es un partido político francés de izquierda, de orientación socialista, republicana y laica.

## Historia
La GRS fue fundada en 2019 en la ciudad francesa de Valence (departamento de Drôme), tras la fusión del Movimiento Republicano y Ciudadano, históricamente dirigido por el antiguo ministro socialista Jean-Pierre Chevènement, y el colectivo APRÉS (Alternativa para un Programa Republicano, Ecologista y Socialista), escisión de (parte del) ala izquierda del Partido Socialista.
En las elecciones presidenciales de 2022, la GRS apoyó inicialmente la candidatura del exministro socialista Arnaud Montebourg, y posteriormente, cuando éste se retiró, del comunista Fabien Roussel.

## Representación institucional y liderazgo
Cuenta con representación en el Senado francés (integrada en el grupo Comunista, Republicano, Ciudadano y Ecologista (CRCE)), en el Parlamento Europeo (integrada en la candidatura de Francia Insumisa) y en diversas comunas y departamentos franceses.
Entre sus dirigentes más conocidos, se encuentra el diputado europeo Emmanuel Maurel y la senadora Marie-Noëlle Lienemann, ambos antiguos dirigentes del ala izquierda del PS.

## Familia política y relaciones con otros partidos
A nivel nacional francés, la GRS ha participado en la creación de la Federación de la Izquierda Republicana (Fédération de la Gauche républicaine), junto con los Radicales de Izquierda (escisión del Partido Radical de Izquierda), el Movimiento Republicano y Ciudadano y la Nueva Izquierda Socialista.
A nivel europeo, la GRS es miembro observador del Partido de la Izquierda Europea.